# کمربند پاکدامنی

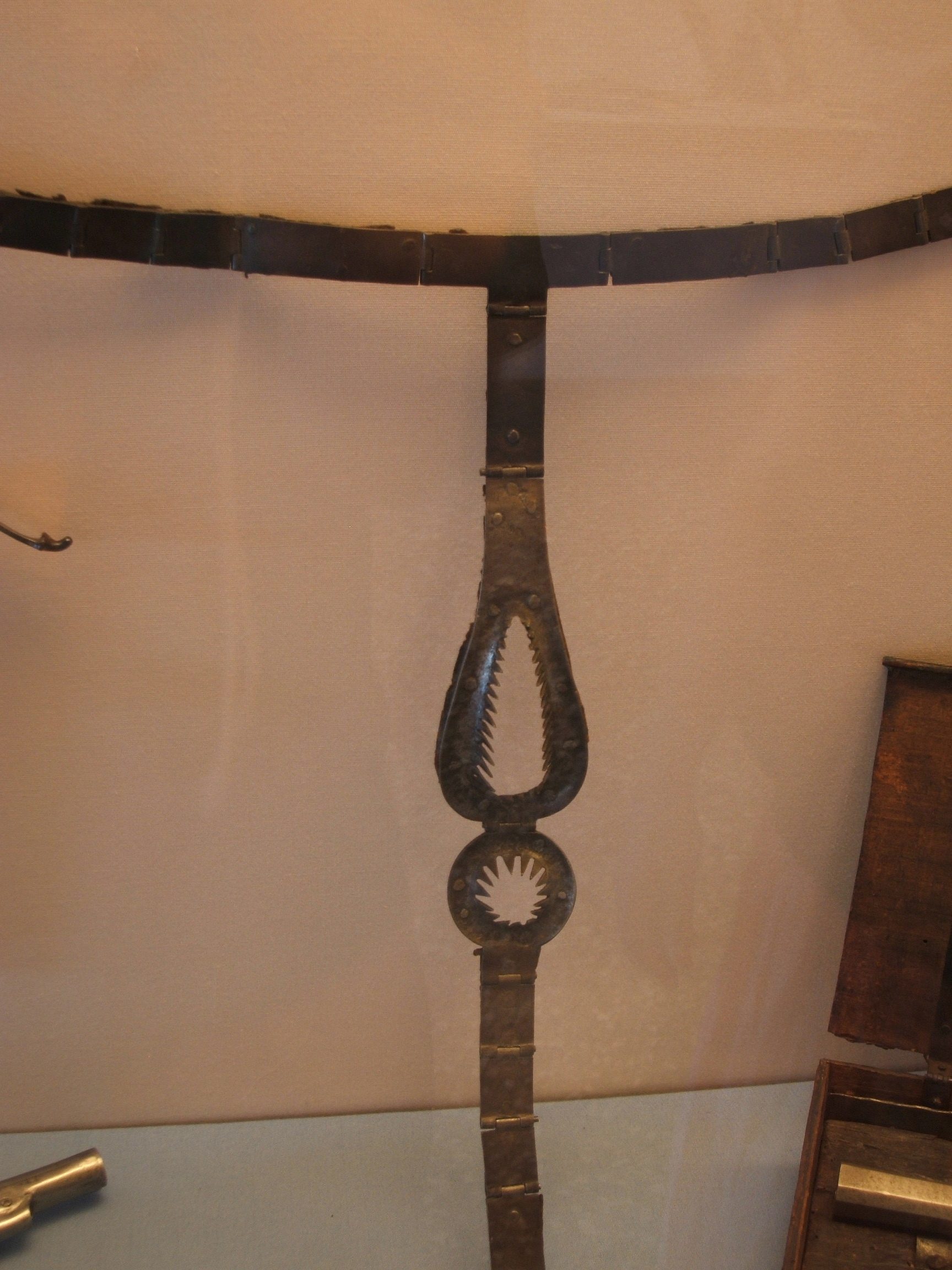
کمربند پاکدامنی ونیزی به نمایش گذاشته شده در قصر دوک (ونیز).

کمربند پاکدامنی یا کمربند عِفاف (در انگلیسی: chastity’s belt) نام نوعی از کمربند قفل‌دار بود که برای جلوگیری از آمیزش جنسی یا خودارضایی طراحی شده است. این وسیله که در ابتدا برای دختران و زنان طراحی شده بود، علاوه بر دلواپسی از دست دادن، این وسیله همچنین باعث می‌گشت تا تجاوز جنسی صورت نگیرند. امروزه این کمربندها به صورت گسترده، در هنگام فعالیت‌های بی‌دی‌اس‌امی استفاده می‌شود و طراحی‌هایی نیز برای مردان نیز تولید شده است.
بنا بر افسانه محلی استفاده از کمربند پاکدامنی در زمان جنگ‌های صلیبی شایع شد، هنگامی که شوالیه برای جنگ عازم می‌شد همسرش کمربند پاکدامنی را می‌پوشید تا خود را برای همسرش نگه دارد. هر چند مدارک قطعی از رسم پوشیدن کمربند پاکدامنی در دوران قرون وسطی وجود ندارد، اما قدیمی‌ترین شواهد به اوایل قرن پانزدهم میلادی و رنسانس بازمی‌گردند. اوج شیوع استفاده از کمربند عفاف در قرن نوزدهم میلادی و به صورت وسیله‌ای پزشکی برای ممانعت از خودارضایی بود.

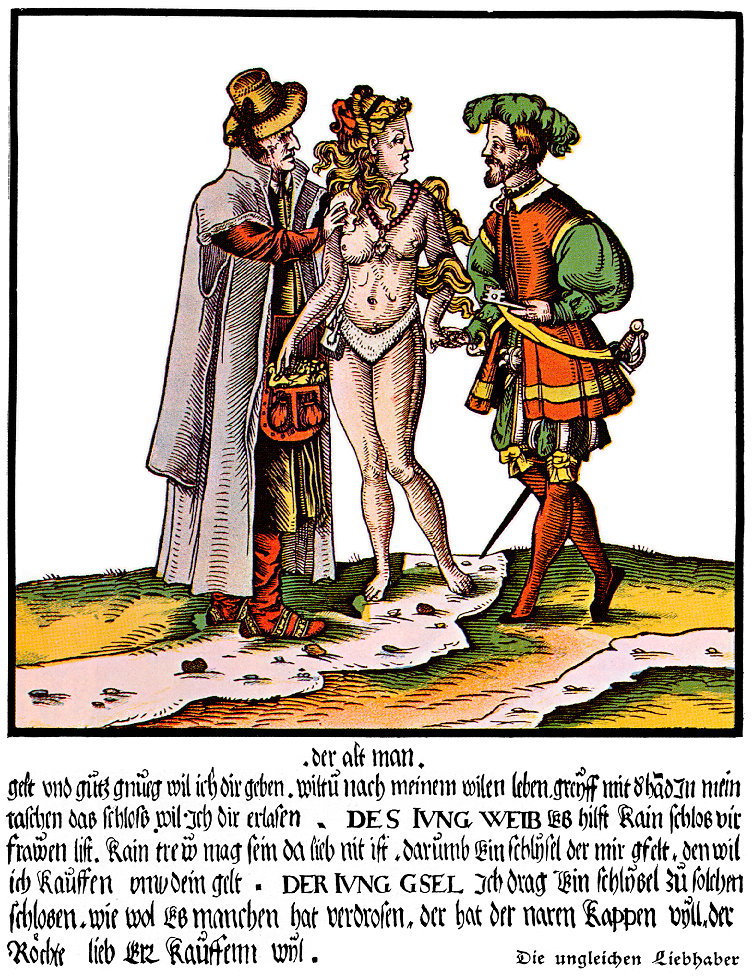
تصویری از یک نقاشی حکاکی شده آلمانی بر روی چوب متعلق به قرن شانزدهم میلادی.

## استفاده‌های عصر جدید

### استفاده در بی‌دی‌اس‌ام

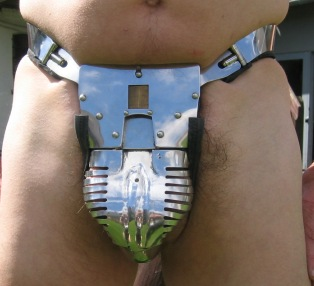
یک کمربند پاکدامنی مردانه با امنیت بالا که تمامی اندام‌های جنسی را می‌پوشاند.

امروزه کمربند پاکدامنی و نیز قفس پاکدامنی در بازی‌های بی دی اس ام، و در رابطه‌های با رضایت طرفین استفاده می‌شود. معنای آن برای کسی که می‌پوشد به معنی تسلیم کنترل رفتارهای جنسی خود به طرف دیگر بازی است، یا به صورت بلند مدت برای جلوگیری از خودارضایی یا خیانت کاربرد دارد. کمربندهای پاکدامنی از مدل‌های چرمی ساده تا مدل‌های پلاستیکی به صورت عمده در سکس شاپ فروخته می‌شود و همچنین مدل‌های با استیل و فلزی با امنیت بالا و گرانتر نیز فروخته می‌شود. گسترش اینترنت تعداد افرادی که کمربند پاکدامنی استفاده می‌کنند را در سال‌های اخیر به صورت محسوسی افزایش داده است. اثر اینترنت در تسهیل خرید آنلاین کمربند پاکدامنی است درحالی‌که راه مخصوصی برای خرده‌فرهنگها گشوده تا با یکدیگر ارتباط برقرار کرده و رشد کنند.
با وجود پیوستگی تاریخی کمربند پاکدامنی با زنان، گزارش‌ها حکایت از آن دارند که امروزه در سطح جهانی تقاضای خرید کمربند پاکدامنی مردانه بسیار بیشتر از تقاضای خرید کمربند پاکدامنی زنانه است. به طبع آن، بازار کمربند پاکدامنی مردانه، دارای تنوع و ویژگی‌های بیشتری است نسبت به مدل‌های زنانه.

### موارد دیگر
هم‌اکنون بر طبق قوانین کشورهای غربی، مجبور کردن افراد به بستن چنین وسیله‌ای به خود دارای مجازات‌های سنگین زندان به جرم نقض حقوق انسانی شهروندان شناخته می‌شود. اما کمربندهای پاکدامنی در طول تاریخ جای خود را در فرهنگ‌ها و قوم‌های مختلف جهان سومی باز کرد، به‌طوری که برخی از راهبه‌های هندو، با بستن کمربندهای مخصوص فلزی بر روی آلت تناسلی خود، امتناع خود از ازدواج را نشان می‌دهند.
در ۳ اوت ۲۰۰۷ میلادی، کمیسیون حقوق بشر آسیا در بیانیه‌ای اعلام کرد که در ایالت راجستان هند، زنها بر طبق رسوم محلی مجبور به پوشیدن کمربندهای پاکدامنی می‌شوند.
در سال ۲۰۰۸ در شهر «باتو» در اندونزی نصب کردن قفل بر زیپ شلوار یا دامن زنان در سالن‌های ماساژ به عنوان نمادی از کمربند پاکدامنی قانونی شد. مئوتیلا سواسوُ نوُ، وزیر زنان اندونزی در مقابل این اقدام مخالفت کرد: «این توهین به زنان و شیوه‌ای نادرست در برخورد با روابط جنسی آزاد است. چنین کاری این توهم را به‌وجود می‌آورد که انگار آن‌ها گناهکارند.»
- در رمان ۱۹۸۴ اثر جرج اورول از کمربند پاکدامنی به عنوان یکی از ابزارهای تبلیغاتی حزب یاد شده که شخصیت اصلی داستان از آن متنفر است.
- در قسمتی از فیلم کمدی محلل، مرد که از فرستادن همسر سابقش به خانه مردی بیگانه پشیمان گشته با تغییرات سفارشی یک زره را به صورت کمربند پاکدامنی درمی‌آورد.